# Natalja Estemirowa
Natalja Chusainowna Estemirowa, (ros. Наталья Хусаиновна Эстемирова, ur. 28 lutego 1958 lub 1959, zm. 15 lipca 2009) – rosyjska dziennikarka i nauczycielka, działaczka na rzecz praw człowieka w Czeczenii, aktywna członkini Memoriału, uprowadzona ze swojego mieszkania w Groznym i zamordowana.

## Życiorys
Jej matka była Rosjanką a ojciec Czeczenem. Będąc wdową, samotnie wychowywała córkę (ur. 1993). Ukończyła studia historyczne na uniwersytecie w Groznym.
Do 1998 r. pracowała jako nauczycielka, potem jako dziennikarka. Jako dziennikarka zajmowała się m.in. uprowadzeniami, zniknięciami i zabójstwami politycznymi w Czeczenii. Uczestniczyła w zagranicznych konferencjach dotyczących łamania praw człowieka w Federacji Rosyjskiej.
Nominowana do Nagrody im. Sacharowa w 2004 r., odznaczona Medalem im. Roberta Schumana 13 stycznia 2005 r., laureatka nagrody im. Anny Politkowskiej w 2007 r. Za swoją działalność była wielokrotnie krytykowana przez władze Republiki Czeczeńskiej.
Uprowadzona rano 15 lipca 2009 ze swojego mieszkania w Groznym przez czterech mężczyzn. Jej ciało znaleziono w pobliżu drogi szybkiego ruchu niedaleko Nazrania w sąsiedniej Inguszetii z ranami od kul w głowie i na klatce piersiowej.
Zabójstwo Estemirowej potępiły m.in. Stany Zjednoczone i Niemcy, które wezwały Rosję do szybkiego odnalezienia i osądzenia winnych. Prezydent Federacji Rosyjskiej Dmitrij Miedwiediew wyraził oburzenie i zapowiedział szybkie podjęcie śledztwa. Przewodniczący Parlamentu Europejskiego Jerzy Buzek wezwał Federację Rosyjską do szczegółowego wyjaśnienia sprawy, w tym wykrycia zleceniodawców.
23 lipca 2009 wiec w centrum Moskwy ku czci Estemirowej został rozpędzony przez policję z powodu znacznego, dwukrotnego przekroczenia zakładanej przez organizatora liczby uczestników; w wiecu brało udział od 70 do 100 osób. Cała uroczystość była nagrywana przez policjantów ubranych po cywilnemu Organizator wiecu Wiktor Sokirko z Memoriału został zatrzymany na dwie godziny i ukarany grzywną za zakłócanie spokoju.